# Forsvarets forskningsinstitutt

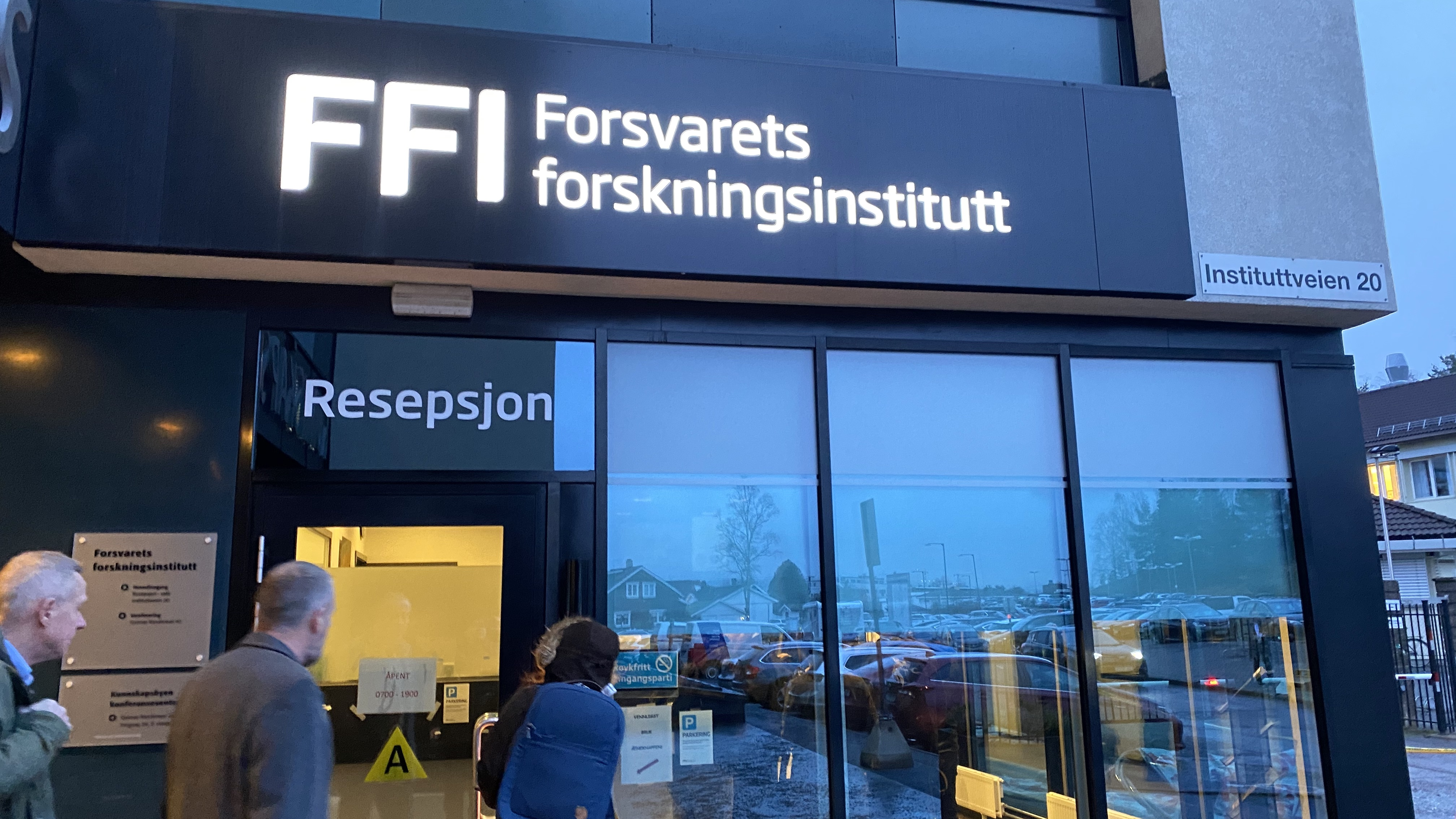
FFI, Kjeller

Forsvarets forskningsinstitutt (FFI) är Norges försvarsforskningsinstitut. Huvuddelen av FFI finns i Kjeller 25 km utanför Oslo. Vid utgången av år 2006 hade FFI 634 anställda, varav 439 forskningspersonal. Sedan 2004 är FFI organiserat i fem forskningsavdelningar:
- Analys (Analyse)
- Ledningssystem (Leiingssystem)
- Mark- och luftsystem (Land- og luftsystem)
- Marina system (Maritime system)
- Skydd (Beskyttelse)

FFI grundades efter ett beslut i Stortinget 11 april 1946, och uppbyggnaden leddes av forskare som hade varit verksamma i Storbritannien under andra världskriget.
Verksamheten vid FFI har stora likheter med den som i Sverige bedrivs vid Totalförsvarets forskningsinstitut (FOI).